# Эльки-Гернама
Эльки-Гернама — солёное озеро в Нигере. Расположено на юге департамента Бильма региона Агадес. Эльки-Гернама, наряду с озёрами Аяма, Барара и Калала, находится в оазисе Кавар.
Озеро сильно вытянуто с юго-запада на северо-восток. Берега Эльки-Гернамы покрывает густая растительность. Произрастают пальмы.
Поверхностных притоков и стока не имеет.
На восточном берегу озера расположено поселение Арриги. С запада и востока к озеру примыкают грунтовые дороги, связывающие поселения оазиса.
Ближайшее озеро, Барара, расположено южнее.